# Дейбнер, Иван Александрович
Ива́н Алекса́ндрович Де́йбнер (10 октября 1873, Санкт-Петербург — 12 ноября 1936, Весьегонск) — русский грекокатолический священник, видный деятель русского католичества начала XX века, один из основателей петербургской общины грекокатоликов, участник Первого и учредительного Петроградского собора 1917 года.

## Биография
Родился 10 октября 1873 года в Санкт-Петербурге в семье генерал-майора. Учился в Императорском училище правоведения. Служил в Саратове чиновником по особым поручениям при губернаторе Петре Столыпине. С юности увлекался идеями Владимира Соловьёва, под влиянием его книг в 1899 году тайно принял католичество и женился на глубоко религиозной француженке Мари Планне. В 1902 году посетил Львов, где был тайно рукоположен в священники митрополитом Шептицким.
В 1905 году был опубликован «Манифест об укреплении начал веротерпимости», отменявший запрет на выход из православия. Дейбнер, работавший в это время на должности земского начальника в Тюмени, открыто заявил о своей принадлежности Католической церкви и переехал с семьёй в Санкт-Петербург. После этого ему пришлось уйти с государственной службы, однако Николай II в знак оценки заслуг Дейбнера приказал назначить ему пенсию после увольнения.
С 1907 года Дейбнер служил в церкви Святой Екатерины, с 1911 года — священник в домовой католической церкви византийского обряда на Полозовой улице, основанной отцом Алексеем Зерчаниновым, с 7 июля 1912 года о. Иван Дейбнер — настоятель прихода русских католиков при церкви Святого Духа.
В январе 1913 года Дейбнер основал при поддержке монахов ордена ассумпционистов русский католический журнал «Слово Истины».
В 1917 году принимал участие в Первом и учредительном Петроградском соборе Российской католической церкви византийского обряда.
С 1918 по 1920 год работал в Госбанке. С 18 августа 1920 года — викарный священник церкви Святой Екатерины. В марте 1923 года впервые арестован, но вскоре освобождён. 17 ноября того же года арестован повторно по обвинению в контрреволюционной деятельности вместе с группой восточных католиков. На групповом процессе приговорён к 10 годам лишения свободы. Заключение отбывал в Суздальском, Владимирском и Ярославском политизоляторах. В 1932 году освобождён с запретом на проживание в крупных городах. Поселился в городе Весьегонске Тверской области, где 12 ноября 1936 года был убит бандитом при попытке ограбления.
Сын Ивана Александровича Дейбнера Александр также стал грекокатолическим священником и монахом ассумпционистом, дочь Дейбнер, Надежда Ивановна — католической монахиней ассумпционисткой.